# Yangguang puzhao
Yangguang puzhao is een Taiwanese film uit 2019, geregisseerd door Chung Mong-hong.
De film ging in première op 6 september 2019 op het Filmfestival van Toronto en werd op 24 januari 2020 vrijgegeven op Netflix. De film werd door Taiwan als kandidaat ingezonden voor de Academy Awards in de categorie beste internationale film. De film haalde de shortlist van 15 films, maar werd niet genomineerd.

## Verhaal
A-Ho is de jongste zoon van een gezin van vier. Hij wordt gearresteerd nadat hij en zijn vriend Radish de jonge man Oden aanvallen, waarbij Radish Oden's hand afhakt met een machete. Vader A-Wen heeft al zijn hoop gevestigd op zijn oudste zoon, A-Hao. Terwijl A-Hao zich stort op zijn studie geneeskunde, belandt A-Ho in de jeugdgevangenis. Het is het begin van het uiteenvallen van het gezin onder het gewicht van onvervulde verwachtingen, tragedie en compromisloze trots.

## Rolverdeling
| Acteur        | Personage |
| ------------- | --------- |
| Chen Yi-wen   | Wen       |
| Samantha Ko   | Qin       |
| Wu Chien-ho   | A-Ho      |
| Greg Hsu      | A-Hao     |
| Liu Kuan-ting | Radish    |
| Apple Wu      | Xiao-Yu   |
| Wen Chen-ling | Xiao-Zhen |
| Ivy Yin       | Miss Yin  |

## Ontvangst

### Recensies
Op Rotten Tomatoes geeft 93% van de 15 recensenten de film een positieve recensie, met een gemiddelde score van 7,8/10.

### Prijzen en nominaties
De film won 9 prijzen en werd voor 25 andere genomineerd. Een selectie:
| Jaar | Evenement                                 | Categorie                    | Genomineerde                                         | Resultaat   |
| ---- | ----------------------------------------- | ---------------------------- | ---------------------------------------------------- | ----------- |
| 2019 | Golden Horse Film Festival (56ste editie) | Beste film                   | Yangguang puzhao                                     | Gewonnen    |
| 2019 | Golden Horse Film Festival (56ste editie) | Beste regisseur              | Chung Mong-hong                                      | Gewonnen    |
| 2019 | Golden Horse Film Festival (56ste editie) | Beste acteur                 | Chen Yi-wen                                          | Gewonnen    |
| 2019 | Golden Horse Film Festival (56ste editie) | Beste acteur                 | Wu Chien-ho                                          | Genomineerd |
| 2019 | Golden Horse Film Festival (56ste editie) | Beste actrice                | Samantha Ko                                          | Genomineerd |
| 2019 | Golden Horse Film Festival (56ste editie) | Beste mannelijke bijrol      | Liu Kuan-ting                                        | Gewonnen    |
| 2019 | Golden Horse Film Festival (56ste editie) | Beste vrouwelijke bijrol     | Wen Chen-ling                                        | Genomineerd |
| 2019 | Golden Horse Film Festival (56ste editie) | Beste origineel scenario     | Chung Mong-hong, Chang Yao-sheng                     | Genomineerd |
| 2019 | Golden Horse Film Festival (56ste editie) | Beste camerawerk             | Chung Mong-hong                                      | Genomineerd |
| 2019 | Golden Horse Film Festival (56ste editie) | Beste montage                | Lai Hsiu-hsiung                                      | Gewonnen    |
| 2019 | Golden Horse Film Festival (56ste editie) | Beste origineel lied         | Chung Mong-Hong, Lin Sheng-Xiang ("Distant Journey") | Genomineerd |
| 2019 | Golden Horse Film Festival (56ste editie) | Publieksprijs                | Yangguang puzhao                                     | Gewonnen    |
| 2020 | Asian Film Awards (14de editie)           | Beste film                   | Yangguang puzhao                                     | Genomineerd |
| 2020 | Asian Film Awards (14de editie)           | Beste regisseur              | Chung Mong-Hong                                      | Genomineerd |
| 2020 | Asian Film Awards (14de editie)           | Beste acteur                 | Chen Yi-wen                                          | Genomineerd |
| 2020 | Asian Film Awards (14de editie)           | Beste mannelijke bijrol      | Liu Kuan-ting                                        | Genomineerd |
| 2020 | Asian Film Awards (14de editie)           | Beste vrouwelijke bijrol     | Samantha Ko                                          | Gewonnen    |
| 2020 | Asian Film Awards (14de editie)           | Beste origineel scenario     | Chung Mong-hong, Chang Yao-sheng                     | Genomineerd |
| 2020 | Asian Film Awards (14de editie)           | Beste montage                | Lai Hsiu-hsiung                                      | Genomineerd |
| 2021 | Satellite Awards (25ste editie)           | Beste niet-Engelstalige film | Yangguang puzhao                                     | Genomineerd |